# Khirbet Susiya
Khirbet Susiya is een Palestijns dorpje (meest bekend als Susya/Sosya, Arabisch: سوسية ) liggend in de heuvels van Hebron, 15 kilometer ten zuiden van de stad Hebron, op de Westelijke Jordaanoever, met op zijn land een ruïnecomplex met een synagoge en een moskee uit ongeveer de achtste/negende eeuw. 
Het grondgebied van Khirbet Susiya is gelegen in de wijde omtrek van de stad Yatta, "Masafer Yatta", met vele dorpjes met in totaal ongeveer 4000 inwoners, meest boeren met olijfboomgaarden en herders. Volgens het PHC (Palestijnse Population, Housing and Establishments Census) had Susiya 199 inwoners in 2017.
Khirbet Susiya bestaat tenminste al sinds 1830 en staat ook op Britse kaarten van 1917. In 1948 kwamen er Palestijnse vluchtelingen bij uit de omgeving van Arad.

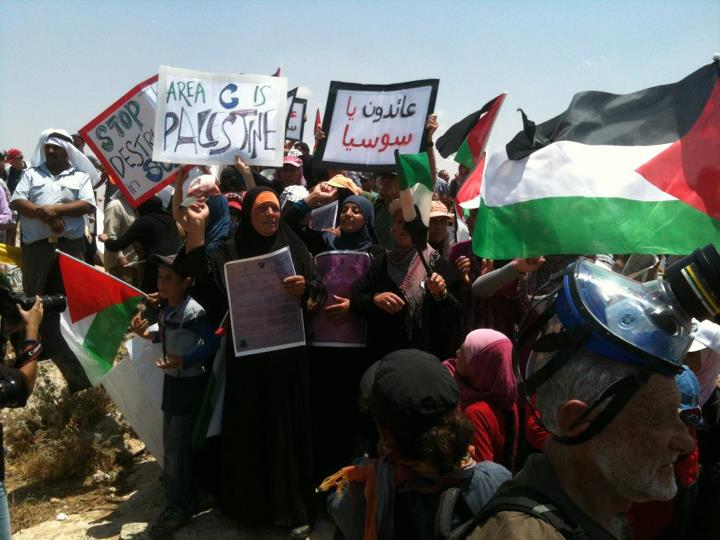
Een Palestijnse demonstratie tegen de afbraak van Susiya door Israël (22 juni 2012)

## Onder de bezetting door Israël
In de Zesdaagse oorlog van 1967 werd de Westelijke Jordaanoever van Palestina door Israël veroverd en militair bezet. Sindsdien worden daar door Israël Joodse religieus zionistische Israëlische nederzettingen gebouwd, bevolkt door nationalistische kolonisten. Deze nederzettingen breiden zich steeds verder uit.
In het begin van de jaren tachtig werd aangetoond dat het grongebied van Susiya, ongeveer 3000 dunams, al in 1881 geregistreerd was en eigendom is van de Arabische bewoners.
Tijdens de Oslo-akkoorden in 1993-1995 werd de Westelijke Jordaanoever verdeeld in A-B-en C-gebieden. En de sinds 2002 gebouwde Westoeverbarrière wordt hier steeds verder binnen de Groene Lijn (de wapenstilstandsgrens van 1949) op Palestijns grondgebied opgetrokken en scheidt een groot deel van het C-gebied, waarin vele Palestijnse dorpjes liggen, af van centrale steden. Susiya werd afgescheiden van het gebied rond de stad Yatta waar vervolgens Israëlische nederzettingen gebouwd en uitgebreid worden.

### Nederzettingenpolitiek van Israël
In 1983 werden de Palestijnse inwoners door het Israëlisch defensieleger (IDF) verdreven van hun land, dat door Israël als 'state land' (staatseigendom) was verklaard. Daarna werd in de nabijheid van Susiya een rivaliserende religieuze Israëlische nederzetting gebouwd, op grondgebied van de bewoners van Susiya, die dezelfde naam aannam. De bedoeïenengemeenschap bestaande uit zo'n 300 personen, voornamelijk levend van hun boerenland, werd van hun oorspronkelijke woongebied Susiya, een ruïnecomplex, verdreven naar hun ernaast gelegen land, Rujum al Hamri, waar ze in grotten en krotten onderdak vonden. Er worden door Israël geen bouwvergunningen verleend en het dorp is sinds 1967 verstoken gebleven van alle noodzakelijke voorzieningen, zoals water en elektriciteit. Het dorpje wordt voortdurend met sloop bedreigd.
Susiya, dat sinds de Oslo-akkoorden van 1993 is komen te liggen in een C-gebied is óók op de nieuwe plek nooit door Israël erkend, hoewel het grondgebied eigendom is van de Arabische bewoners, wat bleek uit een document van 1881 uit de Ottomaanse tijd en is door een top staffunctionaris van de Israëlische Civiele Administratie COGAT als authentiek en rechtsgeldig beoordeeld.
In juni 2015 waren diplomaten van alle 28 Europese lidstaten naar Susiya afgereisd om te protesteren tegen de beslissing van Israël om Susiya te verwoesten en de 300 inwoners te verdrijven. Dat zou de mogelijkheid om tot een tweestatenoplossing te komen verminderen.  De Verenigde Staten, in de persoon van State Department woordvoerder John Kirby, drong er bij de Israëlische autoriteiten sterk op aan Susiya niet te verwoesten. Groot-Brittannië heeft het dorp geadopteerd en betaalt het gerechtelijke werk van de Rabbis for Human Rights. Kolonisten uit de omringende nederzettingen noemen de Palestijnse bewoners 'indringers' en schreeuwen luid om hun verdrijving, terwijl de rechtse nederzettingenorganisatie Regavim een gerechtelijke campagne voert om Susiya af te breken. Op 12 juli kondigde Israëls senior politicus-voor-de-bezette-gebieden aan dat verwoesting zou plaatsvinden na het islamitische Suikerfeest. Een delegatie van hoge Israëlische officieren van de de COGAT reikte kort daarvoor de bewoners een lijst aan met zo'n 40 slooporders die ongeveer de helft van de woningen betrof inclusief een locale kliniek en een school.
In september 2015 gingen zes leden van twee Palestijnse families uit Susiya en Umm Al-Kheir naar Washington en New York om bij het Congress steun te vragen tegen de dreiging van verwoesting. Daar hadden ze onder meer een ontmoeting met Senator Feinstein, die in juli Netanyahu erover had aangeschreven. De trip was geregeld door de Amerikaanse NGO Rebuilding Alliance.

#### Ontwikkelingen en gebeurtenissen
Sinds Israël de Palestijnse Westelijke Jordaanoever veroverd heeft en bezet houdt, zijn de bewoners van Susiya meerdere malen verdreven of gedeporteerd en leven in voortdurende onzekerheid over hun bestaan.
- In 1983 werd in de nabijheid, op land van de bewoners van Susiya een Israëlische nederzetting met dezelfde naam gebouwd.
- In 1986 werden 25 Palestijnse families, waaronder de familie Nawaja door het IDF hardhandig uit hun huizen in Susiya verdreven, omdat ze op een archeologische plek woonden.[13] Op hun naastgelegen grondgebied, dat ze 'Rujum al Hamri' noemden, bouwden ze onderkomens en tijdelijke constructies. Die plek lag dichter bij de Joodse nederzetting van waaruit ze door de kolonisten regelmatig aangevallen werden.[14]
- In 1990 werden de bewoners door het Israëlische leger naar een eind noordelijker gelegen woestijngebied gedeporteerd. Ze kregen geen toegang tot 2000 dunam van hun land (1/3 van hun weidegebied). De meesten van hen keerden echter terug en bouwden het huidige Susiya kampement op, op de steile rotsen van hun eigen historische grond. Hun waterbronnen waren echter ingepikt. Levend van enige geiten, schapen, van wat hun stukje grond opbracht en met water uit Yatta konden de Palestijnen overleven. Eind 1990 bestemden de Israëlische autoriteiten meer dan 1500 dunum land, 5x groter dan het reeds bebouwde gebied, voor de ontwikkeling van de joods-Israëlische Susiya-nederzetting.
- In juli 2001 werden de bewoners verdreven door kolonisten in samenwerking met militairen. Intussen bouwde de Israëlische nederzetting een aantal (illegale) 'outposts' (buitenposten) op hun land. Toen de Palestijnen weer terugkwamen op hun plek waren hun tenten gesloopt, hun woon-grotten geblokkeerd, de dieren gedood en waterreservoirs vernield. Na er weer behuizingen te hebben neergezet werden zij ervan beschuldigd een 'outpost' te hebben geplaatst en werd door de kolonisten via een petitie aan het Hooggerechtshof (HCJ) om vernietiging ervan gevraagd. De uitspraak van het HCJ in september 2001 om het land aan de Palestijnen terug te geven en hun eigen outposts af te breken werd zowel door de kolonisten als door de soldaten genegeerd.
- In 2002 werd een nieuwe Israëlische outpost opgezet op het archeologisch verklaarde terrein in het oude centrum van Susiya,
- In 2007 werd de petitie uit 2001 door het HCJ zonder enige rechterlijke beslissing terzijde gelegd.
- In 2010 wendden de Palestijnse bewoners zich tot de Israëlische rechtbanken voor bekrachtiging van de reeds in 2001 door het HCJ genomen beslissing, die hen in staat stelde naar hun grondgebied terug te keren. Een paar maanden later dienden de Israëlische kolonisten een beroep daartegen in met als resultaat dat de Palestijnse familie Nawaja, die in 2001 geprobeerd had terug te keren naar zijn land, voor de derde keer werd uitgezet.
- In 2011 verwoestte het Israëlische civiele bestuur 6 bouwconstructies van Susiya evenals 4 putten. De dorpsraad van Ad-Dirat-Al Rfai'ya in de heuvels ten zuiden van Hebron diende samen met vele mensenrechtenorganisaties een petitie in bij het HJC tegen diverse Israëlische bestuursorganen.[15]
- In oktober 2013 werd een plan voor gebied-C, ingediend door Israëls NGO Rabbis for Human Rights (RHR) - die opkomt voor de bewoners van Susiya - door het civiele bestuur verworpen. Een argument hiervoor was onder meer dat de fondsen van Yatta niet toereikend zouden zijn voor voorzieningen van de verspreid liggende dorpen. Terwijl voor Sushiya voorzieningen als water en elektriciteit geweigerd werden, zijn daarentegen de Joodse buitenposten, die rond en tussen de eenvoudige huisjes van Susiya verspreid liggen, van alles voorzien.
- In juni 2013 beval de Israëlische Civil Administration te stoppen met het werk aan tenten, zonnepanelen en kassen, waarvan vele om humanitaire redenen met hulp van de EU waren opgezet.[16]
- In februari 2014 wendde de RHR zich tot het Hooggerechtshof (HCJ) en vroeg om een interim uitstel van de afbraak. Het HCJ legde de petitie terzijde.
- Alleen al in 2014 werden ongeveer 800 olijfbomen en jonge stekken vernield, behorend aan Palestijnse inwoners.
- Op 5 mei 2015 gaf het HCJ toestemming om Susiya te verwoesten en de inwoners gedwongen te verplaatsen buiten het C-gebied.[17] Tegen deze beslissing van het HCJ is wereldwijd geprotesteerd, zowel door mensenrechtenorganisaties als door staten.[18][19][20][21], verwoesting zou een humanitaire crisis betekenen voor 340 mensen, waaronder 140 kinderen.
- Op 13 juli 2015 vielen vertegenwoordigers van het civiele bestuur met Israëlische soldaten Susiya binnen, omsingelde het en presenteerde hun plan aan de bewoners. Dit hield in dat zij gedeporteerd zouden worden naar diverse, door het 'Civiele Administratie Bureau' aangewezen, plaatsen. De bewoners weigerden en verwierpen het plan.[22]
- Op 15 juli 2015 kreeg de RHR van het Israëlische civiele bestuur een notitie met een afbraak-lijst waaronder de onderkomens van 95 personen (van wie de helft kinderen) na het islamitische Suikerfeest op (19 jul 2015). RHR stuurde als antwoord een dringende brief.[23]
- Op 20 juli 2015 bracht een delegatie van de 28 leden van het Europees Parlement een bezoek aan Susiya. De Europese Unie, evenals Washington DC bekritiseert de bouw van nederzettingen en daarmee Israëls rol bij het vastgelopen vredesproces, en verzocht Israël te stoppen met de verwoesting van woningen in Susiya en de gedwongen deportatie van zijn bewoners.[24][25] Door diverse Europese landen werden zonnepanelen, een school, waterpompen spelmateriaal en een scheepscontainer als kantoor aan Susiya geschonken.
- Staatssecretaris van Defensie en nieuw hoofd van Israël's Civiel Bestuur Eli Ben-Dahan ontkende openlijk het bestaan van Susiya: "Er is nooit een Arabisch dorp geweest met de naam Susiya." Hij noemde het "Een truc van linkse organisaties om gebied-C over te nemen". In 2013 had hij ook beweerd dat Palestijnen niet menselijk/dieren zijn.[26]
- Op 3 augustus 2015 zouden de partijen door het HCJ gehoord worden. Intussen hing de verwoesting van hun huizen en dorp de inwoners van Susiya boven het hoofd. Diverse Israëlische en internationaal bekende professoren protesteerden met een petitie.[27]
- De beslissing over het lot van de inwoners, waaronder de familie Nawaja, was door het Hooggerechtshof van Israël in handen gelegd van de rechts-nationalistische minister van Defensie Avigdor Lieberman, die eind mei 2016 door premier Benjamin Netanyahu op deze post was gezet. Het hoofd van een Regionale Raad, Yochai Damari, die de Joodse nederzettingen in de heuvels van Hebron representeert, noemde de inwoners van Susiya "indringers" en een "criminele stam".
- Tijdens de islamitische vastenmaand Ramadan in juni 2016 verwoestten de Israëlische autoriteiten twee woningen, een hok van dieren en een buitenkeuken; geen daarvan was in het afgelopen jaar gebouwd.[28] De Palestijnen bleven desondanks protesteren tegen verwoesting en overname van hun dorp door Israël.[29][30]
- Op 31 december 2016 werden IDF-militairen door kolonisten aangevallen. Ze kwamen poolshoogte nemen na meldingen bij de autoriteiten over price tags ('Revenge' en davidsster-graffiti) bij het Palestijnse dorpje. Toen de kolonisten weigerden te vertrekken werden ze gearresteerd. De politie zou de zaak onderzoeken.[31]
- Op 1 februari 2018 besloot de president van het Hooggerechtshof dat de staat zeven bouwwerken in het dorp, met daarin 42 mensen, van wie de helft kinderen, onmiddellijk mocht verwoesten.[32]
- In november 2021 drongen tientallen kolonisten de kinderspeelplaats van Susiya binnen en verdreven de kinderen. Het Israëlische leger keek lange tijd toe voordat ze de kolonisten verjoegen.[33]
- Op 10 augustus 2024 kwamen twee kolonisten-soldaten Khirbet Susiya binnen. Ze bevalen de daar aanwezige internationale activisten hun paspoorten te overhandigen. Toen een bewoner hen wilde filmen werd hij weggejaagd. Een activist begon ook te filmen, maar werd geslagen. Beide kolonisten-soldaten gingen vervolgens weg. Dit gedrag vindt regelmatig plaats tegen Palestijnen.[34]
- Op 24 maart 2025 werd de Palestijnse regisseur, Hamdan Ballal, van de documentairefilm No Other Land over Masafer Yatta in zijn geboortedorp en woonplaats Khirbet Susiya tijdens een iftarmaaltijd omringd en aangevallen door een groep van ongeveer 15 gewapende en gemaskerde Israëlische kolonisten. De Israëlische politie en het leger waren er bij maar lieten de kolonisten hun gang gaan. Mishandeld en bebloed werd Ballal gearresteerd, en geblinddoekt meegevoerd door de IDF. De dag daarop werd hij weer vrijgelaten.[35]

## Mensenrechten
Zowel het overbrengen van eigen burgers naar bezet gebied als de bouw van nederzettingen als deportatie en het verdrijven van de oorspronkelijke bevolking in bezet gebied, gaat in tegen internationale afspraken en Humanitair Recht, zoals onder meer vastgesteld is bij de Geneefse Conventies en in Resolutie 446 Veiligheidsraad Verenigde Naties.